# Resolució 1524 del Consell de Seguretat de les Nacions Unides
La Resolució 1524 del Consell de Seguretat de les Nacions Unides fou adoptada per unanimitat el 30 de gener de 2004. Després de reafirmar totes les resolucions sobre Abkhàzia i Geòrgia, particularment la Resolució 1494 (2003), el Consell va ampliar el mandat de la Missió d'Observació de les Nacions Unides a Geòrgia (UNOMIG) fins al 31 de juliol de 2004.

## Resolució

### Observacions
En el preàmbul de la resolució, el Consell de Seguretat va subratllar que la manca de progrés en un acord entre les dues parts era inacceptable. Va condemnar l'enderroc d'un helicòpter UNOMIG l'octubre de 2001, que va provocar nou morts i va lamentar que els autors de l'atac no s'haguessin identificat. Les contribucions de les forces de manteniment de la pau de la UNOMIG i de la Comunitat d'Estats Independents (CIS) a la regió van ser benvingudes, a més del procés de pau liderat per les Nacions Unides. Van tenir lloc unes eleccions presidencials a Geòrgia el gener de 2004 i es va encoratjar al nou lideratge a perseguir un acord.

### Actes
El Consell de Seguretat va acollir amb satisfacció els esforços polítics per resoldre la situació, en particular els "Principis bàsics per a la distribució de competències entre Tbilisi i Sukhumi" per facilitar les negociacions entre Geòrgia i Abkhàzia. Va lamentar la manca de progrés en les negociacions d'estatus polític i la negativa d'Abkhàzia a discutir el document, i va demanar a ambdues parts que superessin la seva desconfiança recíproca. Es van condemnar totes les violacions de l'Acord d'Alto el Foc i Separació de Forces de 1994. El Consell també va acollir amb beneplàcit la disminució de les tensions a la vall de Kodori i la signatura d'un protocol per ambdues parts el 2 d'abril de 2002. Es van observar les preocupacions de la població civil i es va demanar a la part georgiana que garanteixi la seguretat de la UNOMIG i Tropes de la CEI a la vall.
La resolució va instar a les dues parts a revitalitzar el procés de pau, incloent una major participació en qüestions relacionades amb refugiats, desplaçats interns, cooperació econòmica i assumptes polítics i de seguretat. També va reafirmar la inacceptabilitat dels canvis demogràfics derivats del conflicte. Abkhàzia, en particular, va ser cridada a millorar l'aplicació de la llei, abordar la manca d'instrucció als georgians ètnics en la seva llengua materna i assegurar la seguretat dels refugiats retornats.
El Consell va tornar a demanar a ambdues parts que adoptessin mesures per identificar els responsables de l'enderroc d'un helicòpter de la UNOMIG l'octubre de 2001. Es va demanar a ambdues parts que es disociessin de la retòrica militar i les manifestacions en suport de grups armats il·legals i vetllessin per la seguretat del personal de les Nacions Unides. A més, hi havia preocupacions sobre la situació de seguretat a la regió de Gali (Abkhàzia), amb assassinats reiterats i també hi havia segrestos del personal de manteniment de la pau de la UNOMIG i de la CEI, que el Consell va condemnar.